# Hydropsyche patera
Hydropsyche patera là một loài Trichoptera trong họ Hydropsychidae. Chúng phân bố ở miền Tân bắc.